# 69971 Tanzi
69971 Tanzi è un asteroide della fascia principale. Scoperto nel 1998, presenta un'orbita caratterizzata da un semiasse maggiore pari a Template:2,9059913 e da un'eccentricità di 0,2849973, inclinata di 11,23946° rispetto all'eclittica.
L'asteroide è dedicato all'architetto italiano Pepe Tanzi.